# Tournoi de clôture du championnat du Honduras de football 2008
Navigation
Saison précédente Saison suivante
Le Tournoi Clausura 2008 est le vingt-et-unième tournoi saisonnier disputé au Honduras.
C'est cependant la 52e fois que le titre de champion du Honduras est remis en jeu.
Lors de ce tournoi, le CD Marathon a tenté de conserver son titre de champion du Honduras face aux neuf meilleurs clubs honduriens.
Chacun des dix clubs participant était confronté deux fois aux neuf autres équipes. Puis les quatre meilleures se sont affrontées lors d'une phase finale à la fin du tournoi.
Seulement une place était qualificative pour la Ligue des champions de la CONCACAF.

## Les 10 clubs participants
| \| Hispano FC CD Marathon Real España CD Motagua CD Olimpia CD Motagua CD Olimpia Atlético Olanchano CD Platense CD Marathon Real España Deportes Savio CD Victoria CD Vida CD Victoria CD Vida \| Localisation des clubs. |
| Hispano FC CD Marathon Real España CD Motagua CD Olimpia CD Motagua CD Olimpia Atlético Olanchano CD Platense CD Marathon Real España Deportes Savio CD Victoria CD Vida CD Victoria CD Vida                               |

| Club                    | Stade                        | Capacité | Ville               |
| Hispano FC (en)         | Stade Carlos Miranda         | 10 000   | Comayagua           |
| CD Marathon             | Stade Yankel Rosenthal       | 15 000   | San Pedro Sula      |
| CD Motagua              | Stade Tiburcio Carias Andino | 35 000   | Tegucigalpa         |
| CD Olimpia              | Stade Tiburcio Carias Andino | 35 000   | Tegucigalpa         |
| Atlético Olanchano (en) | Stade Rubén Guifarro         | 5 000    | Catacamas           |
| CD Platense             | Stade Excelsior              | 10 000   | Puerto Cortés       |
| Real España             | Stade Francisco Morazán      | 20 000   | San Pedro Sula      |
| Deportes Savio          | Stade Sergio Antonio Reyes   | 3 000    | Santa Rosa de Copán |
| CD Victoria             | Stade Nilmo Edwards          | 25 000   | La Ceiba            |
| CD Vida                 | Stade Nilmo Edwards          | 25 000   | La Ceiba            |

## Compétition
Le tournoi Clausura s'est déroulé de la même façon que les tournois saisonniers précédents, en deux phases :
- La phase de qualification : les dix-huit journées de championnat.
- La phase finale : les matchs aller-retour allant des demi-finales à la finale.

### Phase de qualification
Lors de la phase de qualification les dix équipes affrontent à deux reprises les neuf autres équipes selon un calendrier tiré aléatoirement.
Les quatre meilleures équipes sont qualifiées pour les demi-finales.
Le classement est établi sur le barème de points classique (victoire à 3 points, match nul à 1, défaite à 0).
Le départage final se fait selon les critères suivants :
- Le nombre de points.
- La différence de buts générale.
- La différence de buts particulière.
- Le nombre de buts marqué.

### Classement
| Rang | Équipe                  | Pts | J  | G | N | P | Bp | Bc | Diff |
| ---- | ----------------------- | --- | -- | - | - | - | -- | -- | ---- |
| 1    | CD Olimpia              | 33  | 18 | 9 | 6 | 3 | 28 | 13 | +15  |
| 2    | CD Marathon (T)         | 30  | 18 | 9 | 3 | 6 | 30 | 23 | +7   |
| 3    | Real España             | 28  | 18 | 8 | 4 | 6 | 26 | 22 | +4   |
| 4    | CD Motagua              | 27  | 18 | 8 | 3 | 7 | 23 | 19 | +4   |
| 5    | Hispano FC (en)         | 26  | 18 | 7 | 5 | 6 | 24 | 25 | -1   |
| 6    | CD Victoria             | 24  | 18 | 6 | 6 | 6 | 17 | 17 | 0    |
| 7    | Atlético Olanchano (en) | 21  | 18 | 6 | 3 | 9 | 19 | 25 | -6   |
| 8    | CD Platense             | 20  | 18 | 5 | 5 | 8 | 18 | 24 | -6   |
| 9    | Deportes Savio (P)      | 19  | 18 | 4 | 7 | 7 | 18 | 24 | -6   |
| 10   | CD Vida                 | 18  | 18 | 4 | 6 | 8 | 18 | 29 | -11  |

| Légende : Qualifications et relégations | Légende : Qualifications et relégations                  |
| --------------------------------------- | -------------------------------------------------------- |
|                                         | Qualifié pour les demi-finales                           |
|                                         | (T) : Tenant du titre (P) : Promu de la saison 2006-2007 |

#### Matchs
| Résultats (▼dom., ►ext.)                                   | Sav | His | Mar | Mot | Ola | Oli | Pla | Esp | Vic | Vid |
| Deportes Savio                                             |     | 1-0 | 1-0 | 0-0 | 0-0 | 1-1 | 4-0 | 2-1 | 1-2 | 1-1 |
| Hispano FC (en)                                            | 3-1 |     | 0-1 | 2-0 | 2-0 | 1-1 | 2-2 | 1-1 | 2-0 | 1-0 |
| CD Marathon                                                | 2-1 | 5-2 |     | 2-1 | 2-1 | 0-2 | 2-2 | 0-1 | 2-0 | 3-1 |
| CD Motagua                                                 | 2-0 | 2-0 | 3-3 |     | 2-0 | 2-1 | 3-1 | 2-1 | 1-1 | 2-0 |
| Atlético Olanchano (en)                                    | 3-2 | 3-2 | 0-2 | 1-0 |     | 0-2 | 1-0 | 3-2 | 1-2 | 3-0 |
| CD Olimpia                                                 | 1-1 | 5-0 | 1-0 | 0-1 | 0-0 |     | 2-1 | 3-0 | 1-0 | 2-0 |
| CD Platense                                                | 3-0 | 0-2 | 3-2 | 1-0 | 3-1 | 0-2 |     | 0-0 | 0-0 | 0-0 |
| Real España                                                | 4-1 | 0-0 | 2-3 | 2-1 | 1-0 | 2-0 | 2-1 |     | 2-1 | 3-1 |
| CD Victoria                                                | 0-0 | 1-2 | 0-0 | 2-0 | 1-0 | 2-2 | 1-0 | 1-1 |     | 0-1 |
| CD Vida                                                    | 1-1 | 2-2 | 2-1 | 2-1 | 2-2 | 2-2 | 0-1 | 2-1 | 1-3 |     |
| - Victoire à domicile - Match nul - Victoire à l'extérieur |     |     |     |     |     |     |     |     |     |     |

#### Classement cumulatif
| Rang | Équipe                  | Pts | J  | G  | N  | P  | Bp | Bc | Diff |
| ---- | ----------------------- | --- | -- | -- | -- | -- | -- | -- | ---- |
| 1    | CD Marathon (C)         | 65  | 36 | 19 | 8  | 9  | 57 | 39 | +18  |
| 2    | CD Olimpia (C)          | 60  | 36 | 15 | 15 | 6  | 47 | 26 | +21  |
| 3    | CD Motagua              | 59  | 36 | 17 | 8  | 11 | 51 | 38 | +13  |
| 4    | CD Victoria             | 55  | 36 | 13 | 16 | 7  | 39 | 29 | +10  |
| 5    | Real España             | 50  | 36 | 14 | 8  | 14 | 48 | 47 | +1   |
| 6    | Hispano FC (en)         | 47  | 36 | 12 | 11 | 13 | 43 | 47 | -4   |
| 7    | Deportes Savio (P)      | 41  | 36 | 9  | 14 | 13 | 32 | 39 | -7   |
| 8    | CD Vida                 | 38  | 36 | 8  | 14 | 14 | 36 | 51 | -15  |
| 9    | CD Platense             | 35  | 36 | 8  | 11 | 17 | 35 | 52 | -17  |
| 10   | Atlético Olanchano (en) | 34  | 36 | 9  | 7  | 20 | 34 | 54 | -20  |

| Légende : Qualifications et relégations | Légende : Qualifications et relégations                                                |
| --------------------------------------- | -------------------------------------------------------------------------------------- |
|                                         | Ligue des champions de la CONCACAF 2008-2009 (Phase de groupes)                        |
|                                         | Ligue des champions de la CONCACAF 2008-2009 (Tour préliminaire)                       |
|                                         | Relégué en Liga Nacional de Ascenso                                                    |
|                                         | (C) : Vainqueur d'un des deux tournois de la saison (P) : Promu de la saison 2006-2007 |

### La Phase Finale
Les quatre équipes qualifiées sont réparties dans le tableau final d'après leur classement général, le deuxième affrontant le troisième et le premier affrontant le quatrième lors des demi-finales.
En cas d'égalité sur la somme des deux matchs, c'est la position au classement général qui départage les deux équipes, sauf pour la finale où des prolongations puis une séance de tirs au but ont éventuellement lieu.

#### Tableau
|  |             |            |             |            |            |     |   |        |        |        |        |        |
|  | 1/2 finale  | 1/2 finale | 1/2 finale  | 1/2 finale | 1/2 finale |     |   | Finale | Finale | Finale | Finale | Finale |
|  |             |            |             |            |            |     |   |        |        |        |        |        |
|  |             |            |             |            |            |     |   |        |        |        |        |        |
|  | CD Olimpia  | (1)        | 4           | 3          |            |     |   |        |        |        |        |        |
|  | CD Olimpia  | (1)        | 4           | 3          |            |     |   |        |        |        |        |        |
|  | CD Motagua  | (4)        | 1           | 1          |            |     |   |        |        |        |        |        |
|  | CD Motagua  | (4)        | 1           | 1          | CD Olimpia | (1) | 1 | 1      |        |        |        |        |
|  |             |            |             |            |            | (1) | 1 | 1      |        |        |        |        |
|  |             |            | CD Marathon | (2)        | 1          | 0   |   |        |        |        |        |        |
|  | CD Marathon | (2)        | CD Marathon | (2)        | 1          | 0   | 3 | 2      |        |        |        |        |
|  | CD Marathon | (2)        |             |            |            |     | 3 | 2      |        |        |        |        |
|  | Real España | (3)        | 1           | 4          |            |     |   |        |        |        |        |        |
|  | Real España | (3)        | 1           | 4          |            |     |   |        |        |        |        |        |

#### Demi-finales
| Club        | Aller | Retour | Club        | Commentaire |
| CD Olimpia  | 4-1   | 3-1    | CD Motagua  |             |
| CD Marathon | 3-1   | 2-4    | Real España |             |

#### Finale
| Match aller | CD Marathon      | 1:1   | CD Olimpia         | Stade Yankel Rosenthal                         |                                                |
| 18 mai 2008 | Andy Furtado 68e | (0:1) | Danilo Turcios 35e | Spectateurs : 29 000 Arbitrage : Gaspar Molina | Spectateurs : 29 000 Arbitrage : Gaspar Molina |

| Match retour | CD Olimpia                  | 1:0   | CD Marathon | Stade Tiburcio Carias Andino                  |                                               |
| 24 mai 2008  | Wílmer Velásquez 60e (pen.) | (0:0) |             | Spectateurs : 9 474 Arbitrage : Mario Moncada | Spectateurs : 9 474 Arbitrage : Mario Moncada |

## Bilan du tournoi
| Tableau d'Honneur     |            |
| Compétition           | Vainqueur  |
| Tournoi Clausura 2008 | CD Olimpia |

| Qualifications continentales 2008-2009 |             |
| Ligue des champions                    | Qualifiés   |
| Phase de groupes                       | CD Marathon |
| Tour Préliminaire                      | CD Olimpia  |

| Promotions et relégations           |                         |
| Relégué en Liga Nacional de Ascenso | Atlético Olanchano (en) |
| Promu de Liga Nacional de Ascenso   | Real Juventud (en)      |

## Statistiques

### Buteurs
| Rang | Nom                | Équipe                  | Buts |
| 1    | Douglas Caetano    | Real España             | 7    |
| 2    | Ney Costa          | Deportes Savio          | 6    |
| 3    | Jocimar Nascimento | CD Motagua              | 5    |
| 3    | Nicholas Cardozo   | CD Vida                 | 5    |
| 5    | Wílmer Velásquez   | CD Olimpia              | 4    |
| 6    | Elmer Marín        | Atlético Olanchano (en) | 3    |
| 6    | Walter Hernández   | CD Olimpia              | 3    |
| 6    | Marvin Chávez      | CD Victoria             | 3    |
| 6    | Abidan Solis       | CD Victoria             | 3    |